# Иванов, Андрей Юрьевич
Андрей Юрьевич Иванов (род. 13 июля 1967 года, дер. Задорожье Островского района Псковской области) — командир парашютно-десантного батальона 119-го гвардейского ордена Александра Невского парашютно-десантного полка 106-й гвардейской Краснознамённой ордена Кутузова II степени воздушно-десантной дивизии, гвардии подполковник.

## Биография
Родился в селе Задорожье Островского района Псковской области РСФСР в семье офицера. Окончил среднюю школу в Литовской ССР по месту службы отца. Служит Вооружённых Силах с 1985 года. Окончил Рязанское высшее воздушно-десантное командное училище имени Ленинского Комсомола в 1989 году. Служил в Воздушно-десантных войсках сначала в Омске, затем в 119-м гвардейском парашютно-десантном полку 106-й гвардейской воздушно-десантной дивизии (полк дислоцируется в Наро-Фоминске).
В составе контингента российских войск участвовал в международной миротворческой операции в бывшей Югославии. В должности командира парашютно-десантного батальона с августа 1999 года принимал участие в боевых действиях против банд чеченских и международных террористов, вторгшихся в Республику Дагестан. Проявил выдающееся мужество и воинское мастерство в бою 8 сентября 1999 года по захвату стратегически важной высоты 323,1 у населённого пункта Гамиях Новолакского района Дагестана. Около 10 часов продолжался непрерывный бой против превосходящих сил боевиков. Десантники выбили противника с укреплённой высоты, а затем отражали его неоднократные атаки. Высота была удержана, боевики понесли значительные потери и отступили, очистив значительную территорию и само село Гамиях. Умелые действия командира позволили выиграть этот длительный бой с минимальными потерями (погибло двое военнослужащих). В этом бою Андрей Иванов лично уничтожил миномётный расчёт боевиков.

## Награды
За мужество и героизм, проявленные при выполнении воинского долга в ходе контртеррористической операции в Северо-Кавказском регионе, Указом президента Российской Федерации от 14 марта 2000 года гвардии подполковнику Иванову Андрею Юрьевичу присвоено звание Героя Российской Федерации. Продолжает службу в Российской Армии. Награждён государственными наградами.